# NGC 5546
NGC 5546 је елиптична галаксија у сазвежђу Волар која се налази на NGC листи објеката дубоког неба.
Деклинација објекта је + 7° 33' 50" а ректасцензија 14h 18m 9,1s. Привидна величина (магнитуда) објекта NGC 5546 износи 12,4 а фотографска магнитуда 13,4. NGC 5546 је још познат и под ознакама UGC 9148, MCG 1-36-35, CGCG 46-89, PGC 51084.